# SK Dnipro-1
Dnipro-1 är en fotbollsklubb i Dnipro i Ukraina som grundades 2017. Klubben spelar i Premjer-liha – den ukrainska ligans högstadivision.

## Placering tidigare säsonger
| Säsong  | Nivå | Liga         | Placering | Referens | Notering                           |
| ------- | ---- | ------------ | --------- | -------- | ---------------------------------- |
| 2017/18 | 3    | Druha liha   | 1         | [ 2 ]    |                                    |
| 2018/19 | 2    | Perša liha   | 1         | [ 3 ]    |                                    |
| 2019/20 | 1    | Premjer-liha | 7         | [ 4 ]    |                                    |
| 2020/21 | 1    | Premjer-liha | 7         | [ 5 ]    |                                    |
| 2021/22 | 1    | Premjer-liha | x         | [ 6 ]    | Rysslands invasion av Ukraina 2022 |
| 2022/23 | 1    | Premjer-liha |           |          |                                    |